# Dall'inferno (singolo)
Dall'inferno è un singolo del cantautore italiano Marco Mengoni, pubblicato il 27 gennaio 2012 come terzo estratto dal primo album in studio Solo 2.0.

## Descrizione
Undicesima traccia di Solo 2.0, il testo di Dall'inferno trae ispirazione dalla vicenda del noto serial killer Jack lo squartatore; riguardo a questo brano, Valentina Spada di Sony Music ha affermato:
Il brano è stato successivamente inserito nell'EP omonimo, pubblicato per il download digitale il 24 aprile 2012.